# Raymond de Coutes
Raymond de Coutes mort en 1429 est l'un des compagnons d'armes de Jeanne d'Arc. 

## Biographie
En compagnie de Louis de Coutes il fut choisi par Charles VII de France pour servir Jeanne d'Arc en qualité de page. C'est Raymond de Coutes qui porta l'étendard de la Pucelle d'Orléans, il le porta jusqu'à sa mort survenue lors du siège de Paris en 1429.

## Sources
- Georges Bordonove, Charles VII le Victorieux, Paris, Pygmalion, coll. « Les Rois qui ont fait la France », 1985, 318 p. (ISBN 978-2-85704-195-5)